# Персийски коридор
Персийският коридор (на английски: Persian Corridor) е южният маршрут за доставки към и на СССР от САЩ и Великобритания по време на Втората световна война. Доставките са правени в рамките на програмата ленд-лийз.

## Предистория
В периода април-май 1941 г. в резултат от извършен военен преврат в Ирак (1941) страната влиза в орбитата на Оста. Чърчил е изключително притеснен и подига индийските корпуси и посредством британски десант в Басра успява да свали пронацисткото иракско правителство. До 14 юли 1941 г. е загубена и битката за Сирия от френските сили с което в дългосрочен план интересите на Оста са сериозно засегнати.

## Геостратегическата инициатива
С цел подсигуряване на бъдещи доставки към стратегическия за съдбата на западните съюзници СССР, в хода на ВСВ се провежда операция „Съгласие“. Преценява се, че арктическите конвои няма да са сигурни и след началото на операция Барбароса изненадващо за ОКВ и лично за Хитлер, СССР и Великобритания отнемат съвместно суверенитета на Иран, окупирайки страната.
Целият западно-съветски план по окупацията на Иран е иницииран и осмислен от едно съществено обстоятелство – през 1939 г. Иран осъществява пряка жп връзка между Шапур на Персийския залив в близост до Бушер и Басра с Бендер-Шах на Каспийско море, което изиграва изключително важна и съществена роля както за успеха на начинанието, така и за мотивацията и ползата от окупацията на Иран за съюзниците.

## Превози и доразвитие
От началото на август 1941 г. ежемесечно към СССР потичат 10 000 тона доставки предимно на снаряжение. С цел да се увеличи обема на тези доставки се налага извършването на мащабна модернизация на транспортната система Иран и по-специално на пристанищата в Персийския залив и на иранските железници.
До октомври 1942 г. обемът на съюзническите и предимно американски доставки е повишен до 30 000 т., а към май 1943 г. до към 100 000 тона месечно. След разтоварването на стоките на иранските морски пристанища Бушер и Басра в залива и транспортирането им по жп мрежата, те са превозвани с кораби Каспийската флотилия която до края на 1942 г. била подложена на активни бомбардировки от Луфтвафе. 

## Съпътстващи експлоатацията на коридора геополитически събития
В края на 1943 г. се провежда първата среща на върха на Съюзниците именно в столицата на Иран с оглед значението на персийския коридор за спечелването на ВСВ. Предходно, през октомври 1943 г. на подготвителната Московска конференция СССР припознава и се привключва към формулировката от конференцията в Казабланка за „безусловна капитулация“ на противника. От края на 1943 г. започват и унищожителните бомбардировки на западните съюзници на България и на рафинериите под немски контрол в Плоещ, благодарение на заетия плацдарм който ги позволява - Сицилия и южна Италия.